# Ivo Karlović
Ivo Karlović, hrvaški tenisač, * 28. februar 1979, Zagreb, SR Hrvaška, SFRJ.
Med letoma 2007 in 2016 je osvojil osem naslovov ATP v posamični konkurenci. Višina 211 cm ga skupaj z Reillyjem Opelko uvršča med najvišje igralce lestvice ATP.
Uradno je imel rekord za najhitrejši servis, zabeležen v profesionalnem tenisu, izmerjen na 251 km/h, preden ga je leta 2012 neuradno premagal Samuel Groth, ter John Isner leta 2016.
Na vrhuncu je veljal za enega najboljših serviserjev ter imel rekord vseh časov pri dajanju asov s 13.653 asi. Zaradi tega je eden od štirih igralcev v zgodovini, ki je presegel 10.000 asov. Njegova višina mu omogoča, da igra z visoko hitrostjo in edinstveno potjo žogice.